# 4574 Yoshinaka
A 4574 Yoshinaka (ideiglenes jelöléssel 1986 YB) a Naprendszer kisbolygóövében található aszteroida. Nídzsima Cuneo és Urata Takesi fedezte fel 1986. december 20-án.